# Carl Johan Mustaparta
Carl Johan Mustaparta (i riksdagen kallad Mustaparta i Nedertorneå), född 14 december 1840 i Nedertorneå socken, Norrbottens län, död 24 januari 1919 i Nikkala, Norrbottens län, var en svensk hemmansägare och riksdagsman.
Mustaparta var ledamot av riksdagens andra kammare, 1894–1896 för Torneå domsagas valkrets.